# Coperti
Coperti (uit het Italiaans: bedekt) is een Italiaanse muziekterm die wordt gebruikt wanneer men een trom moet bedekken tijdens het spelen. Dit verandert het karakter van de slag die klinkt wanneer op de trom geslagen wordt. De slag zal over het algemeen gedempt en doffer klinken dan wanneer een trom onbedekt wordt gelaten. Zodoende wordt de term meestal gebruikt wanneer een stuk of passage van een slaginstrument niet te direct over moet komen. Het vaakst wordt de aanwijzing gebruikt voor de grote trom, maar hij kan voorkomen voor alle soorten trommels en in theorie (echter niet of zelden in de praktijk) ook voor andere instrumenten.